# Carex insaniae
Carex insaniae är en halvgräsart som beskrevs av Gen-Iti Koidzumi. Carex insaniae ingår i släktet starrar, och familjen halvgräs.

## Underarter
Arten delas in i följande underarter:
- C. i. insaniae
- C. i. papillaticulmis
- C. i. subdita